# 소울샵 엔터테인먼트의 음반
이 부분의 본문은 소울샵 엔터테인먼트에서 발매한 음반 목록이다.

## 2010년대
- 2011년 3월 29일 김태우 - T-School
- 2011년 8월 16일 김태우 - 무사 백동수 OST Part.6[1]
- 2011년 10월 4일 김태우 - 무사 백동수 OST Special
- 2012년 3월 9일 김태우 - 신들의 만찬 OST Part.2
- 2012년 5월 27일 김태우 - 신사의 품격 OST Part.1
- 2012년 10월 4일 김태우 - [Digital Single] 이단옆차기 프로젝트 Vol.01
- 2013년 2월 20일 김태우 - T-LOVE
- 2013년 4월 15일 김태우 - 직장의 신 OST Part.3
- 2013년 4월 19일 김태우 - [Digital Single] Hitman Project #4:A Tribute To The Hitman,David Foster
- 2013년 10월 14일 김태우 - 미래의 선택 OST Part.1
- 2013년 11월 11일 김태우 - [Digital Single] 하쿠나 마타타
- 2014년 1월 17일 김태우 - [Digital Single] 호호호빵
- 2014년 4월 28일 김태우 - 빅맨 OST Part.1
- 2014년 5월 15일 메건 리 - [Digital Single] 8dayz
- 2014년 7월 23일 메건 리 - 운명처럼 널 사랑해 OST Part.3
- 2014년 8월 5일 김태우 - 야경꾼 일지 OST Part.1
- 2014년 10월 9일 김태우 - 내겐 너무 사랑스러운 그녀 OST Part.4
- 2014년 12월 16일 김태우 - [Digital Single] 둘이면
- 2015년 2월 10일 KIXS - [Digital Single] The 1st Single
- 2015년 3월 20일 김태우 - [Digital Single] 너의 목소리가 보여 Part.2[2]
- 2015년 6월 18일 김태우 - T-ROAD
- 2015년 7월 13일 김태우 - 화정 OST Part.2
- 2015년 8월 14일 KIXS - [Digital Single] Birthday
- 2015년 9월 27일 김태우 - 심폐소생송 Special Album Part.1[3]
- 2015년 10월 6일 김태우 - 아이마 OST Part.4
- 2015년 10월 29일 김태우 - [Digital Single] 봉구스 (Bongousse)[4]
- 2015년 11월 23일 김태우 - 오 마이비너스 OST Part.2[5]
- 2016년 2월 3일 김태우 - [Digital Single] 투유 프로젝트 - 슈가맨 Part.16[6]
- 2016년 2월 26일 KIXS - [Digital Single] 기어갈게요
- 2016년 6월 24일 김태우 - [Digital Single] T-With Vol.1
- 2016년 7월 6일 김태우 - [Digital Single] 투유 프로젝트 - 슈가맨 Part.38[7]
- 2016년 7월 17일 김태우 - [Digital Single] 판타스틱 듀오 Part.12[8]
- 2016년 7월 20일 김태우 - [Digital Single] T-With Vol.2
- 2016년 10월 1일 KIXS - [Digital Single] 시월의 첫날
- 2016년 11월 11일 김태우 - 싱데렐라 스페셜 헌정송 1탄
- 2017년 3월 26일 김태우 - [Digital Single] 싱포유 - 여덟번째이야기[9]
- 2017년 7월 3일 김태우 - T-WITH
- 2017년 12월 15일 김태우 - [Digital Single] 호빵이 좋아[10]
- 2018년 2월 23일 KIXS - [Digital Single] I`ll Be Here
- 2018년 4월 14일 김태우 - [Digital Single] 봄의 맛

## 2020년 ~ 2022년
- 2020년 6월 27일 김태우 - 편의점 샛별이 OST Part.3